# 베네치아 가면
이탈리아, 베네치아의 가면은 전통적인 가면으로, 베네치아에는 가면을 쓰는 풍습이 있다. 그 이유는 중세 시대에 서민들이 가면을 쓰고 귀족 놀이를 하며 기분을 달래던 것으로 알려져 있다. 그러나 중세 이후부터 귀족에게까지 퍼져, 신분을 숨기기 위해 1년 내내 가면을 쓰고 다니는 사람이 있을 정도로 인기는 높았다.

## 같이 보기
- 베네치아 가면 축제